# Robert Prosinečki
Robert Prosinečki (in alfabeto cirillico Роберт Просинечки; [ˈrɔbɛrt prɔsiˈnɛʧkiː]; Villingen-Schwenningen, 12 gennaio 1969) è un allenatore di calcio ed ex calciatore jugoslavo, dal 1991 croato, di ruolo centrocampista, attuale commissario tecnico della nazionale montenegrina.

## Biografia
Robert Prosinečki è nato nell'allora Germania Ovest da una coppia di lavoratori alberghieri emigrati dalla Jugoslavia, Đuro Prosinečki, croato, proveniente da un villaggio nei pressi di Kraljevec na Sutli, ed Emilija Đoković, serba, nativa di una località vicino Čačak.

## Caratteristiche tecniche

### Giocatore
Era un centrocampista dotato di buon dribbling, cambio di passo, abile nel calciare le punizioni e a tirare da fuori area, oltre ad avere un'ottima visione di gioco che gli consentiva di fornire assist ai compagni. Aveva anche una forte personalità, che non andava di pari passo con la sua professionalità vista la sua condotta non sempre equilibrata fuori dal campo che lo ha portato a infortunarsi più volte. Grande fumatore di sigarette ma giocatore instancabile

## Carriera

### Giocatore

#### Club

Prosinečki alla Stella Rossa con la Coppa dei Campioni 1990-1991, vinta al San Nicola di Bari

Iniziò la carriera nella Dinamo Zagabria, dove all'età di diciassette anni fu respinto dall'ex allenatore Miroslav Blažević. Trasferitosi alla Stella Rossa di Belgrado, sotto la guida di Dragoslav Šekularac prima e successivamente di Ljupko Petrović, vince la Coppa dei Campioni 1990-1991.
Giocò anche con Real Madrid (con cui conquista l'unica edizione della Coppa Iberoamericana), Real Oviedo, Barcellona, Siviglia, Hrvatski Dragovoljac, Standard Liegi, Portsmouth, Olimpia Lubiana e NK Zagabria.

#### Nazionale
Conta 15 presenze e 4 gol con la Nazionale jugoslava, e 49 presenze e 10 gol con la Nazionale croata. Nel 1987 fu nominato miglior giocatore del torneo nel campionato del mondo Under-20 1987 disputatosi in Cile. Nel torneo è stato decisivo nei quarti di finale contro il Brasile.
In seguito giocò con la Nazionale maggiore jugoslava al campionato del mondo 1990 in Italia – dove venne eletto miglior giovane del Mondiale – e con la Nazionale croata al campionato d'Europa 1996 in Inghilterra, al campionato del mondo 1998 in Francia (manifestazioni in cui segnò 2 gol, contribuendo al raggiungimento del terzo posto finale) e al campionato del mondo 2002 in Corea del Sud e Giappone.
È l'unico giocatore della storia ad aver realizzato gol ai Mondiali giocando per due Nazionali diverse: nel 1990 segnò agli Emirati Arabi Uniti con la maglia della Jugoslavia, mentre nel 1998 andò a segno contro Giamaica (gironi) e Paesi Bassi (finale 3º posto) vestendo la divisa della Croazia. Nella stessa competizione, lui era subentrato a un minuto dalla fine nella semifinale contro la Francia (persa 2-1), e la cosa ha suscitato non poche critiche nei confronti dell'allenatore della Croazia Miroslav Blažević, tanto che lo stesso Blažević ha successivamente dichiarato di essere pentito della propria scelta.

### Allenatore
Inizia la sua carriera di allenatore il 25 luglio 2006 come assistente di Slaven Bilić nella Nazionale croata. Il 9 dicembre 2010 è diventato l'allenatore della Stella Rossa di Belgrado, sostituendo Aleksandar Kristić, e diventando il primo allenatore croato ad allenare una squadra serba dai tempi delle guerre in Jugoslavia. Si dimette dall'incarico il 21 luglio 2012.
Il 15 ottobre dello stesso anno diventa allenatore del Kayserispor al posto di Shota Arveladze e conduce il club turco al quinto posto finale in campionato. Il 31 dicembre 2013 raggiunge l'accordo con la dirigenza per la rescissione contrattuale; già diverse settimane prima aveva presentato le proprie dimissioni, inizialmente rifiutate.
Nel dicembre del 2014 diventa commissario tecnico della nazionale azera al posto di Berti Vogts. Rimarrà in carica fino all'ottobre 2017.
Il 4 gennaio 2018 viene nominato commissario tecnico della Bosnia ed Erzegovina. Dopo un'ottima Nations League, in cui la squadra arriva prima nel proprio girone con 10 punti davanti ad Austria ed Irlanda del Nord, nelle qualificazioni a Euro 2020 la squadra fatica, tanto che l'8 settembre 2019, a seguito della netta sconfitta per 4-2 rimediata dalla Bosnia contro l'Armenia, Prosinečki si dimette dalla carica di CT, salvo tornare sui propri passi due giorni dopo. La Bosnia chiude malamente il girone, ma grazie alla buona prestazione in Nations League riesce a qualificarsi per i play-off di qualificazione al campionato europeo. Ciononostante il 27 novembre 2019 la federcalcio bosniaca e il tecnico chiudono consensualmente il proprio rapporto professionale.
Il 29 dicembre 2019 Prosinečki viene nominato allenatore del Kayserispor, dove fa ritorno dopo oltre sei anni.
Il 22 marzo 2022 viene ufficializzato come allenatore dell'Olimpia Lubiana mentre, il 2 luglio seguente, viene sollevato da tale incarico.
Il 7 giugno 2023 succede a Davor Mladina la panchina del neopromosso Rudeš. Il 3 settembre seguente rescinde consensualmente con i Rudešani dopo aver collezionato solo un punto nelle prime sette giornate di campionato.

## Statistiche

### Cronologia presenze e reti in nazionale

#### Jugoslavia
| Cronologia completa delle presenze e delle reti in nazionale ― Jugoslavia | Cronologia completa delle presenze e delle reti in nazionale ― Jugoslavia | Cronologia completa delle presenze e delle reti in nazionale ― Jugoslavia | Cronologia completa delle presenze e delle reti in nazionale ― Jugoslavia | Cronologia completa delle presenze e delle reti in nazionale ― Jugoslavia | Cronologia completa delle presenze e delle reti in nazionale ― Jugoslavia | Cronologia completa delle presenze e delle reti in nazionale ― Jugoslavia | Cronologia completa delle presenze e delle reti in nazionale ― Jugoslavia |
| Data                                                                      | Città                                                                     | In casa                                                                   | Risultato                                                                 | Ospiti                                                                    | Competizione                                                              | Reti                                                                      | Note                                                                      |
| ------------------------------------------------------------------------- | ------------------------------------------------------------------------- | ------------------------------------------------------------------------- | ------------------------------------------------------------------------- | ------------------------------------------------------------------------- | ------------------------------------------------------------------------- | ------------------------------------------------------------------------- | ------------------------------------------------------------------------- |
| 23-8-1989                                                                 | Kuopio                                                                    | Finlandia                                                                 | 2 – 2                                                                     | Jugoslavia                                                                | Amichevole                                                                | -                                                                         | 46’                                                                       |
| 20-9-1989                                                                 | Novi Sad                                                                  | Jugoslavia                                                                | 3 – 0                                                                     | Grecia                                                                    | Amichevole                                                                | 1                                                                         |                                                                           |
| 28-10-1989                                                                | Amarousio                                                                 | Cipro                                                                     | 1 – 2                                                                     | Jugoslavia                                                                | Amichevole                                                                | -                                                                         | 75’                                                                       |
| 14-11-1989                                                                | João Pessoa                                                               | Brasile                                                                   | 0 – 0                                                                     | Jugoslavia                                                                | Amichevole                                                                | -                                                                         |                                                                           |
| 13-12-1989                                                                | Londra                                                                    | Inghilterra                                                               | 2 – 1                                                                     | Jugoslavia                                                                | Amichevole                                                                | -                                                                         | 78’                                                                       |
| 26-5-1990                                                                 | Lubiana                                                                   | Jugoslavia                                                                | 0 – 1                                                                     | Spagna                                                                    | Amichevole                                                                | -                                                                         |                                                                           |
| 3-6-1990                                                                  | Zagabria                                                                  | Jugoslavia                                                                | 0 – 2                                                                     | Paesi Bassi                                                               | Amichevole                                                                | -                                                                         | 59’                                                                       |
| 10-6-1990                                                                 | Milano                                                                    | Germania Ovest                                                            | 4 – 1                                                                     | Jugoslavia                                                                | Mondiali 1990 - 1º turno                                                  | -                                                                         | 56’                                                                       |
| 19-6-1990                                                                 | Bologna                                                                   | Jugoslavia                                                                | 4 – 1                                                                     | Emirati Arabi Uniti                                                       | Mondiali 1990 - 1º turno                                                  | 1                                                                         | 79’                                                                       |
| 30-6-1990                                                                 | Firenze                                                                   | Argentina                                                                 | 0 – 0 dts (3 – 2 dtr)                                                     | Jugoslavia                                                                | Mondiali 1990 - Quarti di finale                                          | -                                                                         |                                                                           |
| 12-9-1990                                                                 | Belfast                                                                   | Irlanda del Nord                                                          | 0 – 2                                                                     | Jugoslavia                                                                | Qual. Euro 1992                                                           | 1                                                                         |                                                                           |
| 31-10-1990                                                                | Belgrado                                                                  | Jugoslavia                                                                | 4 – 1                                                                     | Austria                                                                   | Qual. Euro 1992                                                           | -                                                                         |                                                                           |
| 27-3-1991                                                                 | Belgrado                                                                  | Jugoslavia                                                                | 4 – 1                                                                     | Irlanda del Nord                                                          | Qual. Euro 1992                                                           | -                                                                         |                                                                           |
| 1-5-1991                                                                  | Belgrado                                                                  | Jugoslavia                                                                | 1 – 2                                                                     | Danimarca                                                                 | Qual. Euro 1992                                                           | -                                                                         |                                                                           |
| 16-5-1991                                                                 | Belgrado                                                                  | Jugoslavia                                                                | 7 – 0                                                                     | Fær Øer                                                                   | Qual. Euro 1992                                                           | 1                                                                         |                                                                           |
| Totale                                                                    |                                                                           | Presenze                                                                  | 15                                                                        |                                                                           | Reti                                                                      | 4                                                                         |                                                                           |

#### Croazia
| Cronologia completa delle presenze e delle reti in nazionale ― Croazia | Cronologia completa delle presenze e delle reti in nazionale ― Croazia | Cronologia completa delle presenze e delle reti in nazionale ― Croazia | Cronologia completa delle presenze e delle reti in nazionale ― Croazia | Cronologia completa delle presenze e delle reti in nazionale ― Croazia | Cronologia completa delle presenze e delle reti in nazionale ― Croazia | Cronologia completa delle presenze e delle reti in nazionale ― Croazia | Cronologia completa delle presenze e delle reti in nazionale ― Croazia |
| Data                                                                   | Città                                                                  | In casa                                                                | Risultato                                                              | Ospiti                                                                 | Competizione                                                           | Reti                                                                   | Note                                                                   |
| ---------------------------------------------------------------------- | ---------------------------------------------------------------------- | ---------------------------------------------------------------------- | ---------------------------------------------------------------------- | ---------------------------------------------------------------------- | ---------------------------------------------------------------------- | ---------------------------------------------------------------------- | ---------------------------------------------------------------------- |
| 23-3-1994                                                              | Valencia                                                               | Spagna                                                                 | 0 – 2                                                                  | Croazia                                                                | Amichevole                                                             | 1                                                                      |                                                                        |
| 18-5-1994                                                              | Győr                                                                   | Ungheria                                                               | 2 – 2                                                                  | Croazia                                                                | Amichevole                                                             | -                                                                      | 46’                                                                    |
| 4-6-1994                                                               | Zagabria                                                               | Croazia                                                                | 0 – 0                                                                  | Argentina                                                              | Amichevole                                                             | -                                                                      | 83’                                                                    |
| 4-9-1994                                                               | Tallinn                                                                | Estonia                                                                | 0 – 2                                                                  | Croazia                                                                | Qual. Euro 1996                                                        | -                                                                      |                                                                        |
| 16-11-1994                                                             | Palermo                                                                | Italia                                                                 | 1 – 2                                                                  | Croazia                                                                | Qual. Euro 1996                                                        | -                                                                      | 58’                                                                    |
| 25-3-1995                                                              | Zagabria                                                               | Croazia                                                                | 4 – 0                                                                  | Ucraina                                                                | Qual. Euro 1996                                                        | 1                                                                      |                                                                        |
| 29-3-1995                                                              | Vilnius                                                                | Lituania                                                               | 0 – 0                                                                  | Croazia                                                                | Qual. Euro 1996                                                        | -                                                                      | 12’                                                                    |
| 26-4-1995                                                              | Zagabria                                                               | Croazia                                                                | 2 – 0                                                                  | Slovenia                                                               | Qual. Euro 1996                                                        | 1                                                                      | 83’                                                                    |
| 3-9-1995                                                               | Zagabria                                                               | Croazia                                                                | 7 – 1                                                                  | Estonia                                                                | Qual. Euro 1996                                                        | -                                                                      |                                                                        |
| 15-11-1995                                                             | Lubiana                                                                | Slovenia                                                               | 1 – 2                                                                  | Croazia                                                                | Qual. Euro 1996                                                        | -                                                                      |                                                                        |
| 28-2-1996                                                              | Fiume                                                                  | Croazia                                                                | 2 – 1                                                                  | Polonia                                                                | Amichevole                                                             | -                                                                      | 59’                                                                    |
| 26-3-1996                                                              | Varaždin                                                               | Croazia                                                                | 2 – 0                                                                  | Israele                                                                | Amichevole                                                             | -                                                                      | 63’                                                                    |
| 24-4-1996                                                              | Londra                                                                 | Inghilterra                                                            | 0 – 0                                                                  | Croazia                                                                | Amichevole                                                             | -                                                                      |                                                                        |
| 11-6-1996                                                              | Nottingham                                                             | Turchia                                                                | 0 – 1                                                                  | Croazia                                                                | Euro 1996 - 1º turno                                                   | -                                                                      |                                                                        |
| 16-6-1996                                                              | Sheffield                                                              | Croazia                                                                | 3 – 0                                                                  | Danimarca                                                              | Euro 1996 - 1º turno                                                   | -                                                                      | 23’ 67’                                                                |
| 19-6-1996                                                              | Nottingham                                                             | Croazia                                                                | 0 – 3                                                                  | Portogallo                                                             | Euro 1996 - 1º turno                                                   | -                                                                      | 46’                                                                    |
| 10-11-1996                                                             | Zagabria                                                               | Croazia                                                                | 1 – 1                                                                  | Grecia                                                                 | Qual. Mondiali 1998                                                    | -                                                                      | 74’                                                                    |
| 11-12-1996                                                             | Casablanca                                                             | Marocco                                                                | 2 – 2                                                                  | Croazia                                                                | Amichevole                                                             | -                                                                      | 70’                                                                    |
| 12-12-1996                                                             | Casablanca                                                             | Croazia                                                                | 1 – 1                                                                  | Rep. Ceca                                                              | Amichevole                                                             | -                                                                      | 85’                                                                    |
| 29-3-1997                                                              | Spalato                                                                | Croazia                                                                | 1 – 1                                                                  | Danimarca                                                              | Qual. Mondiali 1998                                                    | -                                                                      |                                                                        |
| 2-4-1997                                                               | Spalato                                                                | Croazia                                                                | 3 – 3                                                                  | Slovenia                                                               | Qual. Mondiali 1998                                                    | 1                                                                      |                                                                        |
| 30-4-1997                                                              | Salonicco                                                              | Grecia                                                                 | 0 – 1                                                                  | Croazia                                                                | Qual. Mondiali 1998                                                    | -                                                                      | 72’                                                                    |
| 8-6-1997                                                               | Tokyo                                                                  | Giappone                                                               | 4 – 3                                                                  | Croazia                                                                | Kirin Cup                                                              | -                                                                      | 74’                                                                    |
| 12-6-1997                                                              | Sendai                                                                 | Turchia                                                                | 1 – 1                                                                  | Croazia                                                                | Kirin Cup                                                              | -                                                                      | cap. 72’                                                               |
| 11-10-1997                                                             | Lubiana                                                                | Slovenia                                                               | 1 – 3                                                                  | Croazia                                                                | Qual. Mondiali 1998                                                    | -                                                                      |                                                                        |
| 29-10-1997                                                             | Zagabria                                                               | Croazia                                                                | 2 – 0                                                                  | Ucraina                                                                | Qual. Mondiali 1998                                                    | -                                                                      |                                                                        |
| 29-5-1998                                                              | Pola                                                                   | Croazia                                                                | 1 – 2                                                                  | Slovacchia                                                             | Amichevole                                                             | -                                                                      | 28’ 79’                                                                |
| 3-6-1998                                                               | Fiume                                                                  | Croazia                                                                | 2 – 0                                                                  | Iran                                                                   | Amichevole                                                             | 1                                                                      | 80’                                                                    |
| 6-6-1998                                                               | Zagabria                                                               | Croazia                                                                | 7 – 0                                                                  | Australia                                                              | Amichevole                                                             | 1                                                                      | 59’                                                                    |
| 14-6-1998                                                              | Lens                                                                   | Giamaica                                                               | 1 – 3                                                                  | Croazia                                                                | Mondiali 1998 - 1º turno                                               | 1                                                                      |                                                                        |
| 20-6-1998                                                              | Lens                                                                   | Giappone                                                               | 0 – 1                                                                  | Croazia                                                                | Mondiali 1998 - 1º turno                                               | -                                                                      | 26’ 66’                                                                |
| 26-6-1998                                                              | Bordeaux                                                               | Argentina                                                              | 1 – 0                                                                  | Croazia                                                                | Mondiali 1998 - 1º turno                                               | -                                                                      | 68’                                                                    |
| 8-7-1998                                                               | Saint-Denis                                                            | Francia                                                                | 2 – 1                                                                  | Croazia                                                                | Mondiali 1998 - Semifinale                                             | -                                                                      | 89’                                                                    |
| 11-7-1998                                                              | Parigi                                                                 | Paesi Bassi                                                            | 1 – 2                                                                  | Croazia                                                                | Mondiali 1998 - Finale 3º posto                                        | 1                                                                      | 78’                                                                    |
| 16-8-2000                                                              | Bratislava                                                             | Slovacchia                                                             | 1 – 1                                                                  | Croazia                                                                | Amichevole                                                             | -                                                                      |                                                                        |
| 11-10-2000                                                             | Zagabria                                                               | Croazia                                                                | 1 – 1                                                                  | Scozia                                                                 | Qual. Mondiali 2002                                                    | -                                                                      |                                                                        |
| 28-2-2001                                                              | Fiume                                                                  | Croazia                                                                | 1 – 0                                                                  | Austria                                                                | Amichevole                                                             | -                                                                      | 46’                                                                    |
| 24-3-2001                                                              | Osijek                                                                 | Croazia                                                                | 4 – 1                                                                  | Lettonia                                                               | Qual. Mondiali 2002                                                    | -                                                                      | 63’                                                                    |
| 2-6-2001                                                               | Varaždin                                                               | Croazia                                                                | 4 – 0                                                                  | San Marino                                                             | Qual. Mondiali 2002                                                    | -                                                                      |                                                                        |
| 6-6-2001                                                               | Riga                                                                   | Lettonia                                                               | 0 – 1                                                                  | Croazia                                                                | Qual. Mondiali 2002                                                    | -                                                                      | 72’                                                                    |
| 15-8-2001                                                              | Dublino                                                                | Irlanda                                                                | 2 – 2                                                                  | Croazia                                                                | Amichevole                                                             | -                                                                      | 74’                                                                    |
| 1-9-2001                                                               | Glasgow                                                                | Scozia                                                                 | 0 – 0                                                                  | Croazia                                                                | Qual. Mondiali 2002                                                    | -                                                                      | 78’                                                                    |
| 5-9-2001                                                               | Serravalle                                                             | San Marino                                                             | 0 – 4                                                                  | Croazia                                                                | Qual. Mondiali 2002                                                    | 2                                                                      |                                                                        |
| 6-10-2001                                                              | Zagabria                                                               | Croazia                                                                | 1 – 0                                                                  | Belgio                                                                 | Qual. Mondiali 2002                                                    | -                                                                      | 80’                                                                    |
| 13-2-2002                                                              | Fiume                                                                  | Croazia                                                                | 0 – 0                                                                  | Bulgaria                                                               | Amichevole                                                             | -                                                                      | 46’                                                                    |
| 27-3-2002                                                              | Zagabria                                                               | Croazia                                                                | 0 – 0                                                                  | Slovenia                                                               | Amichevole                                                             | -                                                                      | 46’                                                                    |
| 17-4-2002                                                              | Zagabria                                                               | Croazia                                                                | 2 – 0                                                                  | Bosnia ed Erzegovina                                                   | Amichevole                                                             | -                                                                      | 46’                                                                    |
| 8-5-2002                                                               | Pécs                                                                   | Ungheria                                                               | 0 – 2                                                                  | Croazia                                                                | Amichevole                                                             | -                                                                      | 78’                                                                    |
| 3-6-2002                                                               | Niigata                                                                | Croazia                                                                | 0 – 1                                                                  | Messico                                                                | Mondiali 2002 - 1º turno                                               | -                                                                      | 46’                                                                    |
| Totale                                                                 |                                                                        | Presenze                                                               | 49                                                                     |                                                                        | Reti                                                                   | 10                                                                     |                                                                        |

### Statistiche da allenatore

#### Club
Statistiche aggiornate all'26 luglio 2025. In grassetto le competizioni vinte.
| Stagione            | Squadra             | Campionato          | Campionato | Campionato | Campionato | Campionato | Coppe nazionali | Coppe nazionali | Coppe nazionali | Coppe nazionali | Coppe nazionali | Coppe continentali | Coppe continentali | Coppe continentali | Coppe continentali | Coppe continentali | Altre coppe | Altre coppe | Altre coppe | Altre coppe | Altre coppe | Totale | Totale | Totale | Totale | % Vittorie | Piazzamento |
| Stagione            | Squadra             | Comp                | G          | V          | N          | P          | Comp            | G               | V               | N               | P               | Comp               | G                  | V                  | N                  | P                  | Comp        | G           | V           | N           | P           | G      | V      | N      | P      | %          | Piazzamento |
| ------------------- | ------------------- | ------------------- | ---------- | ---------- | ---------- | ---------- | --------------- | --------------- | --------------- | --------------- | --------------- | ------------------ | ------------------ | ------------------ | ------------------ | ------------------ | ----------- | ----------- | ----------- | ----------- | ----------- | ------ | ------ | ------ | ------ | ---------- | ----------- |
| mar.-mag. 2011      | Stella Rossa        | SL                  | 15         | 11         | 2          | 2          | CS              | 2               | 1               | 0               | 1               | -                  | -                  | -                  | -                  | -                  | -           | -           | -           | -           | -           | 17     | 12     | 2      | 3      | 70,59      | Sub. 2°     |
| 2011-2012           | Stella Rossa        | SL                  | 30         | 21         | 5          | 4          | CS              | 6               | 6               | 0               | 0               | UEL                | 4                  | 2                  | 0                  | 2                  | -           | -           | -           | -           | -           | 40     | 29     | 5      | 6      | 72,50      | 2°          |
| lug.-ago. 2012      | Stella Rossa        | SL                  | 1          | 0          | 1          | 0          | CS              | -               | -               | -               | -               | UEL                | 4                  | 1                  | 3                  | 0                  | -           | -           | -           | -           | -           | 5      | 1      | 4      | 0      | 20,00      | Dimis.      |
| Totale Stella Rossa | Totale Stella Rossa | Totale Stella Rossa | 46         | 32         | 8          | 6          |                 | 8               | 7               | 0               | 1               |                    | 8                  | 3                  | 3                  | 2                  |             | -           | -           | -           | -           | 62     | 42     | 11     | 9      | 67,74      |             |
| ott. 2012-2013      | Kayserispor         | SL                  | 27         | 13         | 6          | 8          | TK              | -               | -               | -               | -               | -                  | -                  | -                  | -                  | -                  | -           | -           | -           | -           | -           | 27     | 13     | 6      | 8      | 48,15      | Sub. 5°     |
| ago.-dic. 2013      | Kayserispor         | SL                  | 17         | 2          | 6          | 9          | TK              | 4               | 3               | 0               | 1               | -                  | -                  | -                  | -                  | -                  | -           | -           | -           | -           | -           | 21     | 5      | 6      | 10     | 23,81      | Eson.       |
| gen.-lug. 2020      | Kayserispor         | SL                  | 17         | 6          | 4          | 7          | TK              | 2               | 0               | 1               | 1               | -                  | -                  | -                  | -                  | -                  | -           | -           | -           | -           | -           | 21     | 5      | 6      | 10     | 23,81      | Sub. 17°    |
| Totale Kayserispor  | Totale Kayserispor  | Totale Kayserispor  | 61         | 21         | 16         | 24         |                 | 6               | 3               | 1               | 2               |                    | -                  | -                  | -                  | -                  |             | -           | -           | -           | -           | 67     | 24     | 17     | 26     | 35,82      |             |
| set.-nov. 2020      | Denizlispor         | SL                  | 8          | 1          | 2          | 5          | TK              | 1               | 0               | 0               | 1               | -                  | -                  | -                  | -                  | -                  | -           | -           | -           | -           | -           | 9      | 1      | 2      | 6      | 11,11      | Resc. cons. |
| apr.-mag. 2022      | Olimpia Lubiana     | 1. SNL              | 8          | 5          | 1          | 2          | CS              | -               | -               | -               | -               | -                  | -                  | -                  | -                  | -                  | -           | -           | -           | -           | -           | 8      | 5      | 1      | 2      | 62,50      | Sub. 3°     |
| lug.-set. 2023      | Rudeš               | HNL                 | 7          | 0          | 1          | 6          | HNK             | -               | -               | -               | -               | -                  | -                  | -                  | -                  | -                  | -           | -           | -           | -           | -           | 7      | 0      | 1      | 6      | &0,00      | Resc. cons. |
| Totale carriera     | Totale carriera     | Totale carriera     | 130        | 59         | 28         | 43         |                 | 15              | 10              | 1               | 4               |                    | 8                  | 3                  | 3                  | 2                  |             | -           | -           | -           | -           | 153    | 72     | 32     | 49     | 47,06      |             |

#### Nazionale nel dettaglio

##### Azerbaigian
Statistiche aggiornate al 4 giugno 2018.
| 2015               | Azerbaigian        | Qual. Euro 2016    | 5º nel gruppo H, non qualificato | 6  | 1 | 3 | 2  | 16,67 | 5  | 7  | -2  |
| 2016               | Azerbaigian        | Qual. Mondiali     | 5º nel gruppo C, non qualificato | 4  | 2 | 1 | 1  | 50,00 | 2  | 4  | -2  |
| 2017               | Azerbaigian        | Qual. Mondiali     | 5º nel gruppo C, non qualificato | 6  | 1 | 0 | 5  | 16,67 | 8  | 15 | -7  |
| Dal 2015 al 2017   | Azerbaigian        | Amichevoli         |                                  | 6  | 2 | 2 | 2  | 33,33 | 7  | 6  | +1  |
| Totale Azerbaigian | Totale Azerbaigian | Totale Azerbaigian | Totale Azerbaigian               | 22 | 6 | 6 | 10 | 27,27 | 22 | 32 | -10 |

##### Bosnia ed Erzegovina
Statistiche aggiornate al 1º dicembre 2019.
| 2018                        | Bosnia ed Erzegovina        | UEFA Nations League         | 1º nel gruppo 3, promosso   | 4  | 3 | 1 | 0 | 75,00 | 5  | 1  | +4 |
| 2019                        | Bosnia ed Erzegovina        | Qual. Euro 2020             | 4° nel gruppo J             | 10 | 4 | 1 | 5 | 40,00 | 20 | 17 | +3 |
| 2018                        | Bosnia ed Erzegovina        | Amichevoli                  |                             | 8  | 2 | 4 | 2 | 25,00 | 4  | 3  | +1 |
| Totale Bosnia ed Erzegovina | Totale Bosnia ed Erzegovina | Totale Bosnia ed Erzegovina | Totale Bosnia ed Erzegovina | 22 | 9 | 6 | 7 | 40,91 | 29 | 21 | +8 |

## Palmarès

### Giocatore

#### Club

##### Competizioni nazionali
- Campionato jugoslavo: 3

Stella Rossa: 1987-1988, 1989-1990, 1990-1991
- Coppa di Jugoslavia: 1

Stella Rossa: 1989-1990
- Coppa di Spagna: 1

Real Madrid: 1992-1993
- Supercoppa di Spagna: 2

Real Madrid: 1993
Barcellona: 1996
- Campionato croato: 3

Croazia Zagabria: 1997-1998, 1998-1999, 1999-2000
- Coppa di Croazia: 1

Croazia Zagabria: 1997-1998
- Supercoppa di Croazia: 1

Croazia Zagabria: 1998
- Coppa di Slovenia: 1

Olimpia Lubiana: 2002-2003

##### Competizioni internazionali
- Coppa dei Campioni: 1

Stella Rossa: 1990-1991
- Coppa Iberoamericana: 1

Real Madrid: 1994

#### Nazionale
- Campionato mondiale Under-20: 1

Jugoslavia: Cile 1987

#### Individuale
- Pallone d'oro del campionato mondiale U-20: 1

Cile 1987
- Miglior giovane dei Mondiali: 1[22][23]

Italia 1990
- Calciatore jugoslavo dell'anno: 1

1990
- Trofeo Bravo: 1

1991
- Calciatore croato dell'anno: 1

1997